# Rivière Trenche
Pour les articles homonymes, voir Trenche.
La rivière Trenche ou la Trenche, est un affluent de la rivière Saint-Maurice, coulant en direction sud-ouest, au Québec, au Canada. Le cours de cette rivière traverse les territoires de Lac-Ministuk, dans la MRC Le Fjord-du-Saguenay, de Lac-Ashuapmushuan, dans la MRC Le Domaine-du-Roy dans la région administrative du Saguenay-Lac-Saint-Jean et de La Tuque, en Haute-Mauricie.
La rivière Trenche est l'un des cinq tributaires les plus importants de la rivière Saint-Maurice. La rivière Trenche a servi longtemps au transport des billes de bois par flottaison, jusqu'à la construction de la centrale de la Trenche.

## Géographie
Le cours de la rivière Trenche descend entre la rivière Saint-Maurice et la rivière Croche. On compte de nombreuses îles sur son parcours qui traverse les cantons de Décart, de Papin et de Tourouvre.
Sur son parcours entièrement en zones forestières, la rivière Trenche comporte de nombreux rapides et chutes. Cette rivière s'élargit par endroits pour former de nombreux lacs (Pégase, à la Boîte, Lauzon, du Chapeau, Tourouvre). Son embouchure est situé un peu au sud-est de Rapide-Blanc, sur la rive gauche de la rivière Saint-Maurice, au nord de la ville de La Tuque. Son embouchure se jette dans le lac Tourouvre formé par le barrage La Trenche.
Principaux tributaires de la rivière Trenche :
- Petite rivière Trenche Ouest,
- Rivière Trenche Est,
- Rivière Trenche Sud,
- Rivière de la Tête à l'Ours,
- Rivière Raimbault.

## Toponymie
En 1829, Joseph Bouchette donne à cette rivière l'appellation anglaise de Ice Chisel ou le substantif tranche à glace servant à découper la glace. Ce terme provenant du langage anglais du Canada signifie un outil (ressemblant à une pelle de forme carrée) dont l'usage sert à perforer un trou dans la glace. Un tel trou peut servir notamment à la pêche, au trappage des castors ou pour entreprendre la coupe de la glace par tranche pour remplir les glacières (entrepôt de glace pour la conservation des aliments dans la saison chaude). La glace est étendue dans la glacière entre les couches de bran-de-scie (sciure de bois). La coupe de la glace par tranches se fait normalement au plus froid de l'hiver sur les cours d'eau, près des résidences, villages ou villes. Cette pratique peut aussi servir pour remplir les glacières des chantiers forestiers éloignés ou pour l'approvisionnement en eau potable des cuisines des chantiers forestiers ou pour abreuver les chevaux (parfois des vaches) de ces chantiers.
L'outil tranche était en usage par les coureurs de bois, les voyageurs, les chasseurs pour leur usage personnel ou pour pratiquer le troc avec les autochtones. À l'époque de la traite des fourrures au début du régime anglais au Canada, le terme chisel et ice chisel était utilisé par les traiteurs anglophones, pour désigner cet outil. Sous l'influence des coureurs de bois canadiens qui travaillaient pour le compte de sociétés établis à Montréal, les traiteurs de la Compagnie de la Baie d'Hudson adoptèrent plutôt le terme français pour désigner cet outil, plutôt que la forme trench.
Le journal résumant les deux voyages sur le Saint-Maurice, effectués en 1889 par l'abbé Napoléon Caron, confirme la graphie rivière Tranche.
Le toponyme rivière Trenche a été inscrit officiellement le 5 décembre 1968 au registre des noms de lieux de la Commission de toponymie du Québec.